# Rattus bontanus
Rattus bontanus  (Thomas, 1921) è un roditore della famiglia dei Muridi endemico di Sulawesi.

## Descrizione

### Dimensioni
Roditore di medie dimensioni, con la lunghezza della testa e del corpo tra 187 e 236 mm, la lunghezza della coda tra 220 e 302 mm, la lunghezza del piede tra 40 e 49 mm e la lunghezza delle orecchie tra 19 e 23 mm.

### Aspetto
Il colore del dorso è bruno-rossastro striato, le parti ventrali sono biancastre, senza una demarcazione netta lungo i fianchi. Le orecchie e le zampe sono marroni, le dita sono più chiare. La coda è finemente ricoperta di peli, è rivestita da circa 7 anelli di scaglie per centimetro, è uniformemente bruno-nerastra, tranne l'estremità che è bianca.

## Biologia

### Comportamento
È una specie terricola.

## Distribuzione e habitat
Questa specie è diffusa sulle pendici del Monte Lampobatang e lungo le coste adiacenti, nella parte sud-occidentale di Sulawesi.
Vive nelle foreste montane tra 600 e 2.500 metri di altitudine. Probabilmente è presente anche nelle piantagioni di Noci da cocco

## Conservazione
La IUCN Red List, considerato che non sono note informazioni recenti sul proprio areale, lo stato della popolazione e le eventuali possibili minacce, classifica R.bontanus come specie con dati insufficienti (DD).